# Liga Futsal Pro 2023
La Primera División Futsal Pro 2023 fue una edición más de la Primera División de futsal de Perú organizada por la Federación Peruana de Fútbol (FPF). Esta fue la segunda temporada luego de la suspensión del torneo durante las temporadas 2020 y 2021 por la pandemia de COVID-19 en Perú.
El torneo contó con la participación de 10 equipos, entre los cuales resaltaban el vigente campeón de la competencia Panta Walon y, los históricos Primero de Mayo y Club Universitario de Deportes. Los encuentros deportivos se disputaron en su totalidad en el Polideportivo de Villa El Salvador, desde el 16 de mayo hasta el 2 de noviembre del 2023.

## Sistema de competición
Al igual que en la edición anterior, los equipos jugaron entre sí, en dos ruedas, bajo el sistema de todos contra todos. Al final de la fase regular, los 6 primeros se clasificaran a los play-offs. Los play-offs se jugaron en tres rondas, una ronda eliminatoria, semifinales y otra de finales. En las rondas eliminatorias se enfrentaron los equipos que terminaron entre la 3.° y 6.ª posición:
- Eliminatoria 1: 3.° vs 6.°

- Eliminatoria 2:  4.° vs 5.°

En las semifinales los clasificados se unieron al 1.° y 2.° y se enfrentaron en dos llaves:
- Semifinal 1: 1.° vs ganador de la eliminatoria 2
- Semifinal 2: 2.° vs ganador de la eliminatoria 1

Los ganadores de las semifinales jugaron la final para determinar al campeón.

### Clasificación a torneos internacionales
El campeón del torneo se clasificó a la Copa Libertadores de Futsal 2024, empezando su participación desde la fase de grupos de dicha edición.

## Equipos participantes
Al igual que en el 2022 un total de 10 equipos disputaron esa temporada.
| Liga Futsal Pro 2022     | Clubes                    |
| ------------------------ | ------------------------- |
| Campeón                  | Panta Walon               |
| Subcampeón               | Universitario de Deportes |
| Semifinalistas           | Primero de Mayo           |
| Semifinalistas           | Club Hermanos Rey         |
| Play Off (RE)            | AFA Rímac                 |
| Play Off (RE)            | Palermo FC                |
| 7mo puesto               | C. D. Santa María         |
| Ganador repechaje        | Paraíso Huachipa          |
| División de Ascenso 2022 | Cabitos Futsal            |
| División de Ascenso 2022 | Señor de los Milagros     |

## Etapa Regular
La etapa regular del campeonato se disputó desde el 16 de mayo del 2023 hasta el 5 de octubre de 2023.
| Pos. | Equipo                    | Pts. | PJ | G  | E | P  | GF | GC | Dif. | Clasificación                       |
| ---- | ------------------------- | ---- | -- | -- | - | -- | -- | -- | ---- | ----------------------------------- |
| 1    | Universitario de Deportes | 46   | 18 | 15 | 1 | 2  | 72 | 30 | +42  | Semifinales                         |
| 2    | Panta Walon               | 41   | 18 | 13 | 2 | 3  | 73 | 30 | +43  | Semifinales                         |
| 3    | AFA Rímac                 | 40   | 18 | 13 | 1 | 4  | 65 | 35 | +30  | Play Offs                           |
| 4    | Club Hermanos Rey         | 33   | 18 | 10 | 3 | 5  | 61 | 51 | +10  | Play Offs                           |
| 5    | Primero de Mayo           | 26   | 18 | 8  | 2 | 8  | 65 | 55 | +10  | Play Offs                           |
| 6    | Santa María               | 26   | 18 | 8  | 2 | 8  | 48 | 46 | +2   | Play Offs                           |
| 7    | Cabitos Futsal            | 20   | 18 | 6  | 2 | 10 | 41 | 60 | −19  |                                     |
| 8    | Palermo FC                | 12   | 18 | 3  | 3 | 12 | 44 | 60 | −16  |                                     |
| 9    | Señor de los Milagros     | 10   | 18 | 3  | 1 | 14 | 33 | 60 | −27  |                                     |
| 10   | Paraíso Huachipa          | 7    | 18 | 2  | 1 | 15 | 28 | 84 | −56  | Descenso a División de Ascenso 2024 |

Actualizado a los partidos jugados el 5 de octubre.
 Fuente: FPF
Criterios de clasificación: Puntos · Diferencia de goles · Goles a favor

### Tabla de resultados cruzados
| Local \ Visitante         | AFA | CAB | HER | HUA | PAL | PAN | PRI  | SAN | SEN | UNI |
| ------------------------- | --- | --- | --- | --- | --- | --- | ---- | --- | --- | --- |
| AFA Rímac                 | —   | 6–1 | 2–4 | 4–1 | 3–2 | 1–1 | 2–3  | 8–3 | 4–1 | 1–0 |
| Cabitos Futsal            | 2–6 | —   | 3–4 | 4–3 | 5–4 | 1–2 | 3–1  | 1–2 | 5–1 | 0–4 |
| Club Hermanos Rey         | 3–5 | 3–1 | —   | 5–3 | 4–1 | 1–3 | 6–4  | 4–0 | 6–5 | 1–5 |
| Paraíso Huachipa          | 2–7 | 0–5 | 2–3 | —   | 3–2 | 2–2 | 1–13 | 1–2 | 1–4 | 0–4 |
| Palermo FC                | 3–1 | 3–3 | 1–1 | 3–4 | —   | 0–7 | 5–7  | 1–4 | 2–4 | 3–6 |
| Panta Walon               | 3–4 | 5–0 | 6–3 | 5–2 | 5–1 | —   | 8–2  | 6–1 | 3–1 | 2–4 |
| Primero de Mayo           | 2–5 | 7–0 | 4–4 | 4–0 | 4–5 | 2–5 | —    | 5–4 | 2–1 | 2–2 |
| Santa María               | 2–3 | 3–3 | 4–3 | 9–2 | 1–1 | 1–5 | 3–2  | —   | 4–1 | 1–5 |
| Señor de los Milagros     | 0–1 | 0–3 | 1–1 | 4–0 | 0–4 | 1–4 | 0–1  | 1–3 | —   | 3–9 |
| Universitario de Deportes | 2–0 | 6–1 | 1–5 | 4–1 | 4–3 | 3–1 | 1–0  | 5–1 | 7–5 | —   |

## Play-Offs
Culminada la etapa regular, se dio inicio a la última fase del torneo: los Play-Offs.  
|  | Cuartos de final    | Cuartos de final    | Cuartos de final          | Cuartos de final    | Cuartos de final    |   |       | Semifinales      | Semifinales      | Semifinales      | Semifinales      | Semifinales      |  |    | Final                           | Final                           | Final                           | Final                           | Final                           |  |
|  | 10 al 19 de octubre | 10 al 19 de octubre | 10 al 19 de octubre       | 10 al 19 de octubre | 10 al 19 de octubre |   |       | 24 al 26 octubre | 24 al 26 octubre | 24 al 26 octubre | 24 al 26 octubre | 24 al 26 octubre |  |    | 31 de octubre al 2 de noviembre | 31 de octubre al 2 de noviembre | 31 de octubre al 2 de noviembre | 31 de octubre al 2 de noviembre | 31 de octubre al 2 de noviembre |  |
|  |                     |                     |                           |                     |                     |   |       |                  |                  |                  |                  |                  |  |    |                                 |                                 |                                 |                                 |                                 |  |
|  |                     |                     |                           |                     |                     |   |       |                  |                  |                  |                  |                  |  |    |                                 |                                 |                                 |                                 |                                 |  |
|  |                     |                     |                           |                     |                     |   |       |                  |                  |                  |                  |                  |  |    |                                 |                                 |                                 |                                 |                                 |  |
|  |                     |                     |                           |                     |                     |   |       |                  |                  |                  |                  |                  |  |    |                                 |                                 |                                 |                                 |                                 |  |
|  |                     |                     |                           |                     |                     |   |       |                  |                  |                  |                  |                  |  |    |                                 |                                 |                                 |                                 |                                 |  |
|  |                     | 1°                  | Universitario de Deportes | 3                   | 5                   | 8 |       |                  |                  |                  |                  |                  |  |    |                                 |                                 |                                 |                                 |                                 |  |
|  |                     |                     |                           |                     |                     | 8 |       |                  |                  |                  |                  |                  |  |    |                                 |                                 |                                 |                                 |                                 |  |
|  |                     |                     | 4°                        | Club Hermanos Rey   | 2                   | 1 | 3     |                  |                  |                  |                  |                  |  |    |                                 |                                 |                                 |                                 |                                 |  |
|  | 4°                  | Club Hermanos Rey   | 4°                        | Club Hermanos Rey   | 2                   | 1 | 3     | 0                | 3                | 3                |                  |                  |  |    |                                 |                                 |                                 |                                 |                                 |  |
|  | 4°                  | Club Hermanos Rey   |                           |                     |                     |   |       |                  |                  | 3                |                  |                  |  |    |                                 |                                 |                                 |                                 |                                 |  |
|  | 5°                  | Primero de Mayo     | 1                         | 0                   | 1                   |   |       |                  |                  |                  |                  |                  |  |    |                                 |                                 |                                 |                                 |                                 |  |
|  | 5°                  | Primero de Mayo     | 1                         | 0                   | 1                   |   |       |                  |                  |                  |                  |                  |  | 1° | Universitario de Deportes       | 0                               | 3                               | 3 (3)                           |                                 |  |
|  |                     |                     |                           |                     |                     |   |       |                  |                  |                  |                  |                  |  | 1° | Universitario de Deportes       | 0                               | 3                               | 3 (3)                           |                                 |  |
|  |                     |                     | 2°                        | Panta Walon         | 1                   | 2 | 3 (4) |                  |                  |                  |                  |                  |  |    |                                 |                                 |                                 |                                 |                                 |  |
|  |                     |                     | 2°                        | Panta Walon         | 1                   | 2 | 3 (4) |                  |                  |                  |                  |                  |  |    |                                 |                                 |                                 |                                 |                                 |  |
|  |                     |                     |                           |                     |                     |   |       |                  |                  |                  |                  |                  |  |    |                                 |                                 |                                 |                                 |                                 |  |
|  |                     |                     |                           |                     |                     |   |       |                  |                  |                  |                  |                  |  |    |                                 |                                 |                                 |                                 |                                 |  |
|  |                     | 2°                  | Panta Walon               | 3                   | 2                   | 5 |       |                  |                  |                  |                  |                  |  |    |                                 |                                 |                                 |                                 |                                 |  |
|  |                     |                     |                           |                     |                     | 5 |       |                  |                  |                  |                  |                  |  |    |                                 |                                 |                                 |                                 |                                 |  |
|  |                     |                     | 3°                        | AFA Rímac           | 1                   | 0 | 1     |                  |                  |                  |                  |                  |  |    |                                 |                                 |                                 |                                 |                                 |  |
|  | 3°                  | AFA Rímac           | 3°                        | AFA Rímac           | 1                   | 0 | 1     | 0                | 5                | 5                |                  |                  |  |    |                                 |                                 |                                 |                                 |                                 |  |
|  | 3°                  | AFA Rímac           |                           |                     |                     |   |       |                  |                  | 5                |                  |                  |  |    |                                 |                                 |                                 |                                 |                                 |  |
|  | 6°                  | Santa María         | 0                         | 5                   | 5                   |   |       |                  |                  |                  |                  |                  |  |    |                                 |                                 |                                 |                                 |                                 |  |
|  | 6°                  | Santa María         | 0                         | 5                   | 5                   |   |       |                  |                  |                  |                  |                  |  |    |                                 |                                 |                                 |                                 |                                 |  |
|  |                     |                     |                           |                     |                     |   |       |                  |                  |                  |                  |                  |  |    |                                 |                                 |                                 |                                 |                                 |  |

| Campeón Panta Walon 8° título Clasificó a la Copa Libertadores de Futsal 2024 |